# Matinera coronada de Java
La matinera coronada de Java (Pellorneum capistratum) és un ocell de la família dels pel·lorneids (Pellorneidae).

## Hàbitat i distribució
Viu entre la malesa del bosc de les terres baixes a Java.

## Taxonomia
Considerada fins 2021 coespecífica amb Pellorneum capistratoides i Pellorneum nigrocapitatum, les tres espècies han estat separades pel Congrés Ornitològic Internacional, versió 11.2 arran els treballs de Puan et al. 2020.